# LAM Aladin
Die Abkürzung ALADIN steht für französisch Aire Limitée Adaptation dynamique Développement InterNational, ein LAM-Wettermodell (Limited Area Forecasting, ALADIN-LAEF), das insbesondere in West- sowie Mittel und Südosteuropa und Nordafrika weit verbreitet Verwendung fand. Mittlerweile wurde das Modell weitgehend durch die Weiterentwicklungen ALARO und AROME (Application of Research to Operations at Mesoscale) mit verbesserten Modellphysikpaketen insbesondere für hohe Auflösungen ersetzt. Weiterhin bestand das ALADIN-Konsortium, der organisatorische Zusammenschluss der Betreiberländer der Modelle ALADIN, ALARO und AROME bis 2021. Varianten der Modelle werden mittlerweile auch im skandinavischen Raum, Irland und Spanien unter der Bezeichnung HARMONIE betrieben. Alle Varianten werden im Betreiberkonsortium "ACCORD" länderübergreifend weiterentwickelt.

## Projektziel und internationale Zusammenarbeit
Die Idee des ALADIN-Wettermodells wurde 1990 von Météo-France vorgeschlagen und in Zusammenarbeit mit mehreren Wetterdiensten in Mittel- und Osteuropa umgesetzt. Diese Zusammenarbeit sollte im Rahmen der numerischen Wettervorhersage (NWP), der Grundlage moderner Meteorologie, stattfinden.
Projektziel der Entwicklung von ALADIN war eine möglichst gute Prognose der Wetterentwicklung im Kurz- und Mittelfristbereich (bis +72 h) unter Berücksichtigung regionaler Effekte und der Aufbau von Know-how im Bereich der numerischen Vorhersage in den Teilnehmerdiensten.
Derzeit arbeiten mehr als einhundert Wissenschaftler aus mehr als 24 Ländern, die sich an diesem Projekt beteiligt haben, an der laufenden Wetterentwicklung des Wettermodells ALARO/AROME/HARMONIE-AROME. Das ALADIN-System wird heute täglich in 25 Ländern in Europa und im Mittelmeer-Bereich operationell für die Erstellung von Wettervorhersagen benützt. Hinzu kommen die Läufe der in den französischen den Überseegebieten (DOM-TOMs) betriebenen numerischen Vorhersagen z. B. ALADIN-Réunion.

## Entwicklung und Anwendung
Durch die geringeren räumlichen und zeitlichen Auflösungen des globalen ECMWF-Modells für Europa konnten regionale Phänomene, wie z. B. topographisch bedingte Niederschlagsverstärkung nicht zufriedenstellend erfasst wird. Daher wurde insbesondere in den Alpenländern ein anderes, spezialisierteres Rechenmodell angestrebt.
Ein von Anfang an höchsten internationalen Standards entsprechendes NWP-System aufzubauen, bei dem alle Partner effektiv mitwirken und am Ende das gemeinsame Ergebnis auch benutzen, war Projektziel. Da das Wettermodell von verschiedenen Ländern in Europa derzeit verwendet wird, werden zum Teil leicht unterschiedliche Auflösungen verwendet, zum anderen wurden seit Projektstart alle Modellausschnitte in Europa regionsspezifisch adaptiert, um die regionalen Vorhersagen noch zusätzlich zu verbessern.
Die Modell-Domaine ALADIN-AUSTRIA, welche im Jahr 1998 an der Zentralanstalt für Meteorologie und Geodynamik in den operationellen Betrieb eingeführt wurde, und welche die Berechnungen für Mittel- und Osteuropa umfasste, hatte eine horizontale Auflösung von 9,6 km und 45 Schichten in der Vertikalen. Derzeit stehen alle Parameter einer 2,5-km-90-Schichten-AROME-Version im Stundenabschnitt für einen Zeitraum von 60 Stunden zur Verfügung. Mit dem Modellinput, den meteorologischen Hauptterminen, stehen die Berechnungen insgesamt acht Mal am Tag neu berechnet zur Verfügung.
LAMEPS (Limited Area Model Ensemble Prediction Systems) haben als wissenschaftliches Werkzeug zur Verbesserung der Vorhersagen von High impact weather (Extremwetter) immer weiter zugenommen, besonders was die Belange der kurzfristigen mesoskaligen Wahrscheinlichkeitsvorhersage betrifft. Die ZAMG (seit 2023 GeoSphere Austria) betreibt ein solches probabilistisches Modellsystem, bei dem die Anfangsbedingungen, Randbedingungen und die Parametrisierungen des Modells in einem realistischen Bereich gestört werden um die Unsicherheit der Vorhersage abzuschätzen mit 16 gestörten Läufen auf derselben Auflösung (2,5 km 90 Schichten) wie das deterministische AROME seit Dezember 2019 unter der Bezeichnung C-LAEF. Weiters gibt es eine stündliche Nowcastingvariante mit erhöhter räumlicher Auflösung.

## Modelleigenschaften
Die Ausführung und Instandhaltung eines NWP-Systems für begrenzte geographische Flächen (Limited Area Model, LAM) benötigt nur verminderte Rechenfähigkeiten, erlaubt allerdings einen Lupeneffekt gegenüber dem Globalmodellen ECMWF-IFS/ARPEGE. Die Methode beruht auf Arbeiten im Sinne von kleinen Modellflächen und hohen Netzmaschen: Es wird dabei vermutet, dass die wesentlichen meteorologischen Elemente auf feiner atmosphärischen Skala – örtliche Winde, Brisen, Gewitterlinien und ähnliches – vorwiegend von der dynamischen Anpassung der Luftströme an die Erdoberfläche ausgehen.
Entwicklungsbedarf besteht dabei vor allem hinsichtlich der Vorhersage von Schauern und Gewitterzellen, sowie in der Prognose von niedriger Bewölkung (Inversionsbewölkung, Hochnebel). Mittelfristiges Ziel ist es auch, in der Berechnung der Anfangsbedingung (Assimilation) zusätzliche Beobachtungen etwa von neuen Wettersatelliten oder privaten Wetterstationen zu verarbeiten, insbesondere im Alpenraum.
Die alpine Konvektion wird insbesondere an vielen Tagen meist etwas überschätzt, was zum einen auf die beschränkte Auflösung der Topographie zurückzuführen ist, zum anderen auf die vereinfachte Simulation (Parametrisierung) der konvektiven Wolkenentwicklung und Turbulenz im Modell. Wie auch in anderen Vorhersagemodellen wird der Einsatzzeitpunkt konvektiver Niederschläge im Tagesverlauf häufig zu früh prognostiziert.